# Diòcesi de Roselle
La diòcesi de Roselle (en llatí: Dioecesis Rusellensis) és una seu suprimida i actualment seu titular de l'Església catòlica.

## Història
La diòcesi de Roselle fou erigida el segle iv. Inicialment era sufragània de la diòcesi de Roma i la seu es trobava als afores dels murs de l'antiga ciutat etrusco-romana. La seu bisbal era la vila de Rusel·les: la catedral originària s'ha identificat amb algunes ruïnes situades a la localitat de La Canonica  i ha estat en funcionament fins al segle xii.
El 9 d'abril de 1138, amb la butlla Sacrosancta Romana Ecclesia, el papa Innocenci II, que havia passat un temps a Maremma entre 1133 i 1137, va decidir transferir la seu episcopal a Grosseto, donant vida al diòcesi de Grosseto.
Avui Roselle és una diòcesi titular de l'Església Catòlica; l'actual arquebisbe, a títol personal, és Giovanni Angelo Becciu, substitut per als Afers Generals de la Secretaria d'Estat.

## Cronologia de bisbes titulars
- Lorenzo Antonetti † (23 de febrer de 1968 - 21 febrer de 1998 nomenat cardenal diaca de Sant'Agnese in Agone)
- Marcello Zago, O.M.I. † (28 de març de 1998 - 1 de març de 2001)
- Giovanni Angelo Becciu, des del 15 d'octubre de 2001